# Platax
Platax – rodzaj morskich ryb z rodziny szpadelkowatych. 

## Zasięg występowania
Od Morza Czerwonego przez Ocean Indyjski do zachodniego Pacyfiku. 

## Cechy charakterystyczne
Płetwa grzbietowa i odbytowa w kształcie sierpa - uniesione powodują, że wysokość ciała jest większa od jego długości. Ryby z tego rodzaju osiągają od 40–70 cm długości.

## Klasyfikacja
Gatunki zaliczane do tego rodzaju:

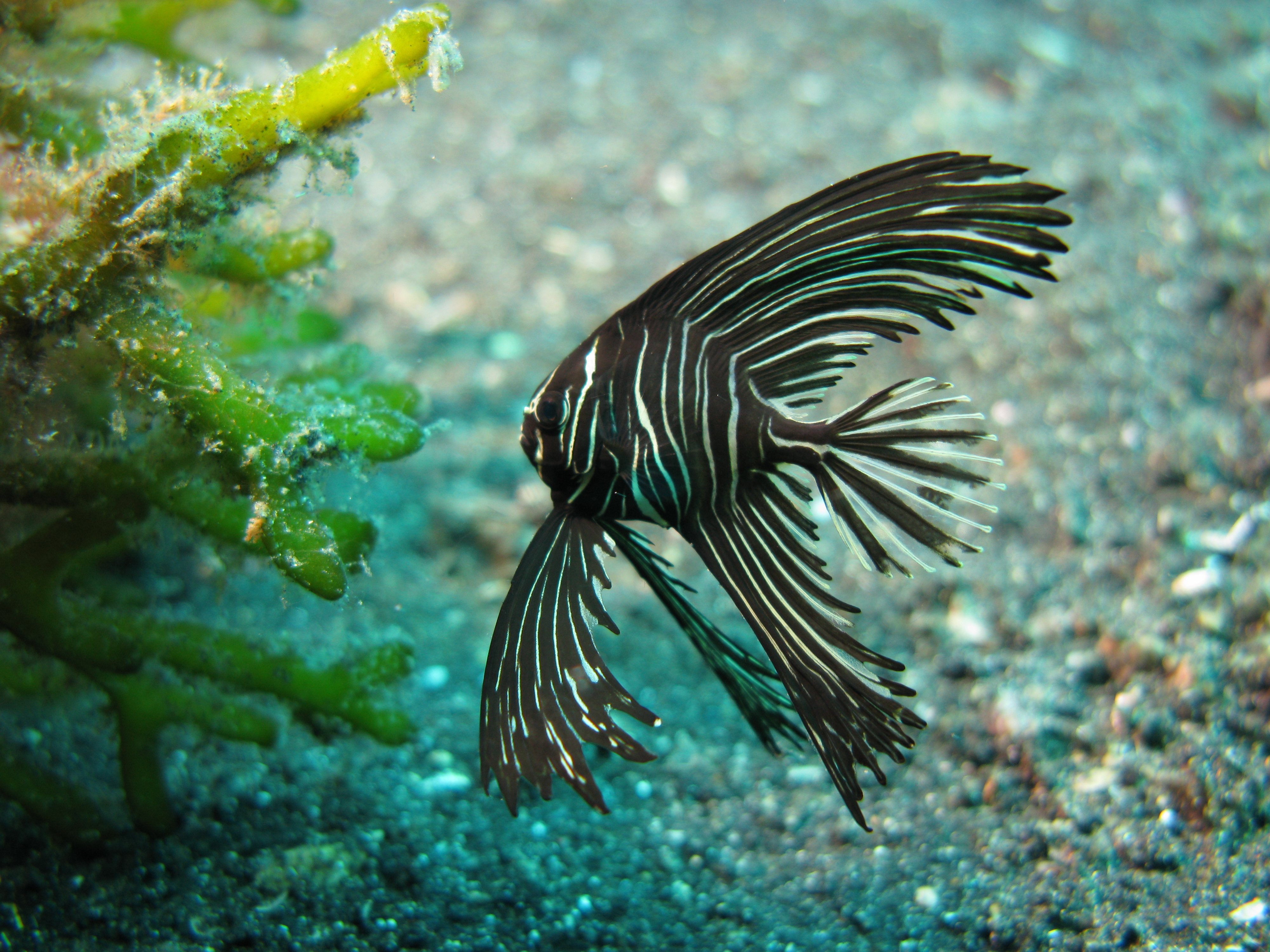
Platax batavianus
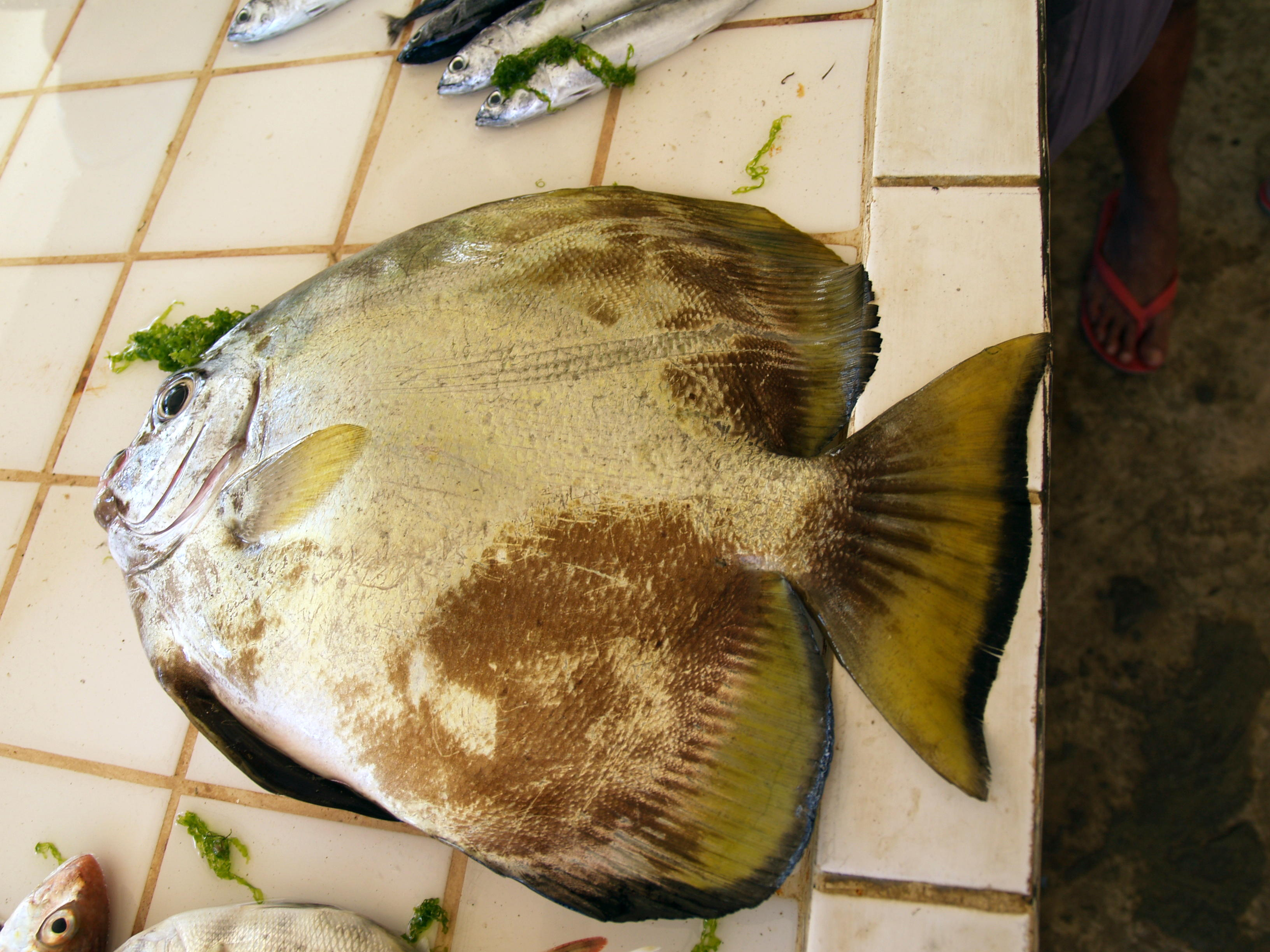
Platax boersii
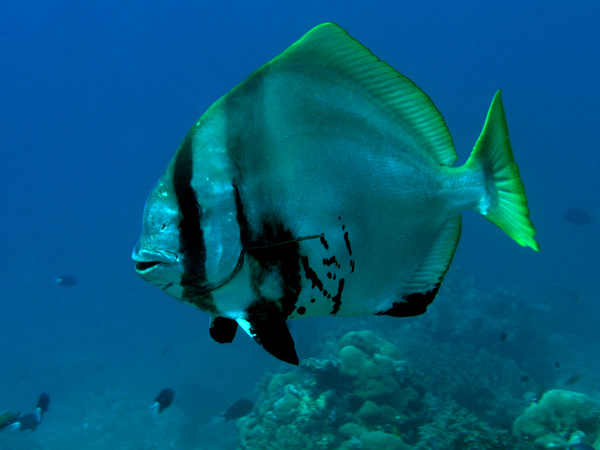
Platax orbicularis - plataks pospolity[potrzebny przypis]
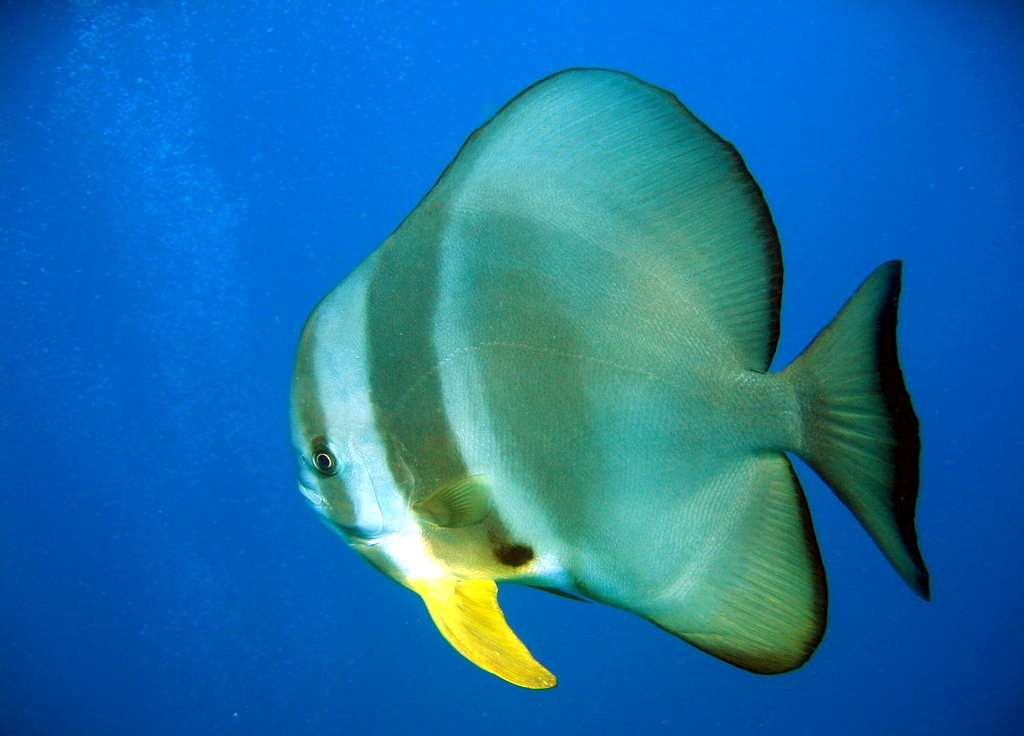
Platax pinnatus - plataks indyjski[potrzebny przypis]
- Platax teira

- Platax batavianus
- Platax boersii
- Platax pinnatus
- Platax teira